# Uelvesbüll
Uelvesbüll (danès Ylvesbøl) és un municipi del districte de Nordfriesland, dins l'Amt Nordsee-Treene, a l'estat alemany de Slesvig-Holstein. Es troba a 10 kilòmetres de Husum. El 31 de desembre del 2023 tenia 294 habitants.
És un de mants municipis o llogarets del nord de Slesvig-Holstein amb el sufix -büll en el nom, que és d'origen danès -bøl i que significa ‘casa, habitatge’, la primera part ha de ser un nom de persona. Solen ser assentaments nous que al segle x és van crear a partir d'un poble veí més antic.
És tradicionalment un poble agrari. Des de la darreria del segle xx s'hi ha desenvolupat la producció d'energia eòlica, com única activitat industrial. A la fi de 2024 hi havia 14 molins amb una capacitat total de 32,6 megawatt. També és una destinació estimada per el turisme rural i és ben connectat amb la xarxa de vies lentes.

## Llocs d'interés
- Església de Nicolau. La primera església data de la primeria del segle xiv. No en queda res, car unes quantes vegades va ser destruïda per marees vives tempestoses. L'edifici actual, en maons amb estil classicista-neogòtica data de 1854. El rei danès Frederic VII en subvencionar la construcció i de1854 a 1964 es deia Friedrichkirche (‘església de Frederic’).[7]